# 补子

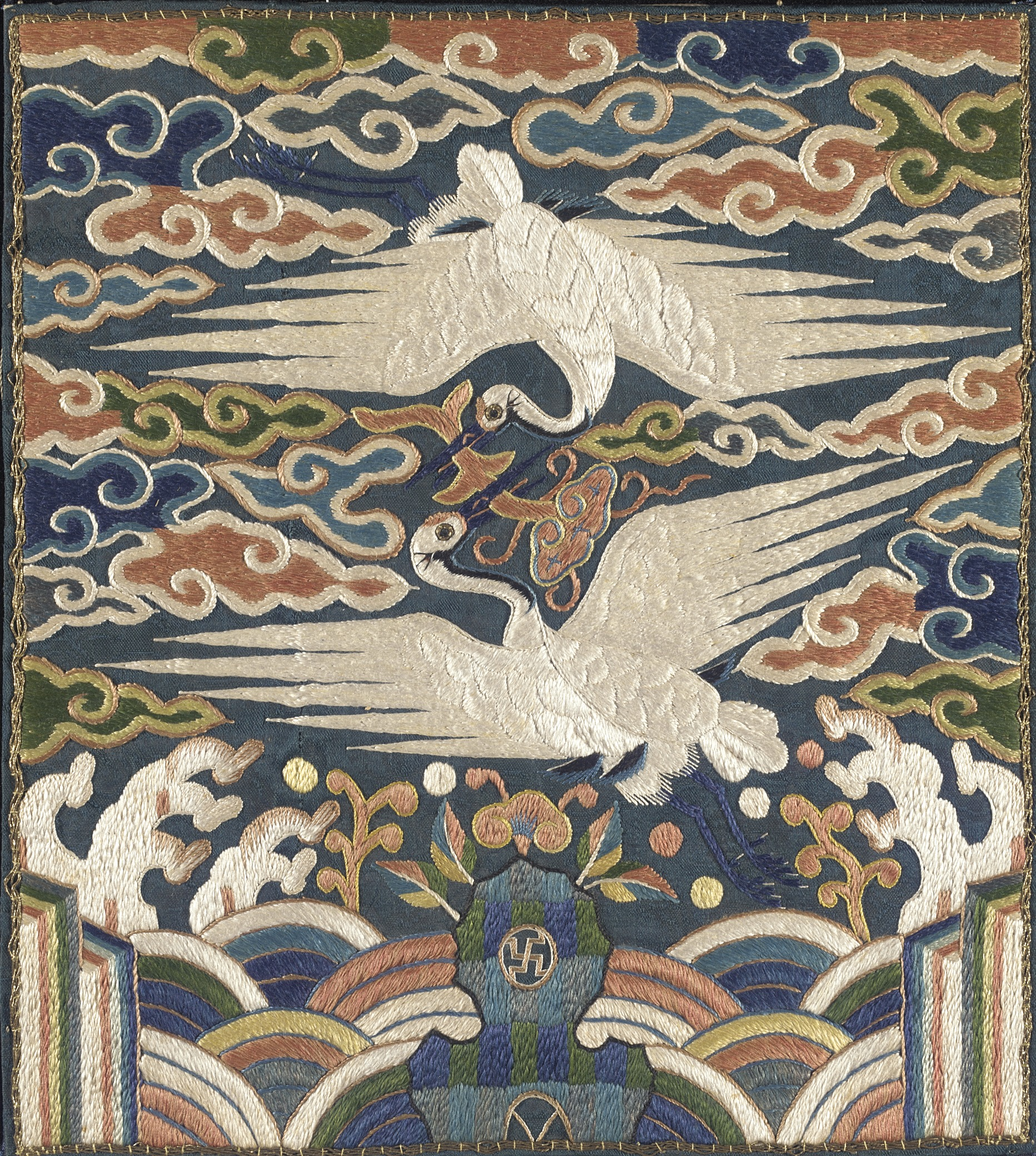
一品文官補子

补子，又稱胸背，簡稱補，指明朝及清朝、朝鮮王朝、越南黎朝至阮朝、琉球國官员服装上，位于胸前和背后的方形装饰。不同等级的官员补子的图案不同，而文官和武将的补子又不同。文官的补子的图案用飞禽，武将的的补子用猛兽。绣官服上的补子，是识别官员等级的一种标识。补子随官职而存在，且受到朝廷的限制，不能大量制作。因此有极高的工艺价值和历史价值。如今，它已成了一种珍贵的文物藏品。
补子起源于唐（武周），盛行于明、清。

## 历史
补子起源于武周，武则天在服色的基础上于公服的胸前加以百花刺绣，以此加以细化区分官员品阶等级。

## 官服
清代装饰有补子的官服称为“补服”。清朝官服最常見的是一种比袍短而比褂长的“外套”，或称“外褂”、“补褂”。明朝的补子前后图案一致，而清朝的补子分前后两半。明朝的补子一般在40厘米见方左右，清代则一般在30厘米左右。

## 中國補子
- 賜服，有座蟒、蟒、飛魚、斗牛、麒麟等。
- 節令應景補子，有葫蘆（臘月廿三祭灶至過年）、燈景（上元）、五毒艾虎（端午，午月初一至十三）、鹊橋（乞巧節）、陽生（冬至）、菊花（重陽）、秋千（清明）、玉兔、等吉服補子。
- 壽服生日補子。
- 文武品秩補子，風憲官用獬豸補，用於官常服。[1]

| 品级   | 文官 | 武将 |
| ------ | ---- | ---- |
| 一     | 仙鹤 | 狮   |
| 二     | 锦鸡 | 狮   |
| 三     | 孔雀 | 虎豹 |
| 四     | 雲雁 | 虎豹 |
| 五     | 白鹇 | 熊   |
| 六     | 鷺鷥 | 彪   |
| 七     | 鸂鶒 | 彪   |
| 八     | 黄鹂 | 犀牛 |
| 九     | 鹌鹑 | 海马 |
| 杂职   | 练鹊 |      |
| 风宪官 | 獬豸 |      |

| 品级 | 文官         | 武将         |
| ---- | ------------ | ------------ |
| 一   | 仙鹤         | 麒麟         |
| 二   | 锦鸡         | 狮子         |
| 三   | 孔雀         | 豹           |
| 四   | 雲雁         | 虎           |
| 五   | 白鹇         | 熊罴         |
| 六   | 鷺鷥         | 彪           |
| 七   | 鸂鶒         | 犀牛         |
| 八   | 鹌鹑         | 犀牛         |
| 九   | 練雀         | 海马         |
| 其他 | 都御史用獬豸 | 都御史用獬豸 |

明清时期的官服在前襟后背各缀有一块补子，称为“补服”，也称“补褂”。补服比袍短，类似于褂，又比褂略长，其袖端平，对襟，所以又名“外褂”。

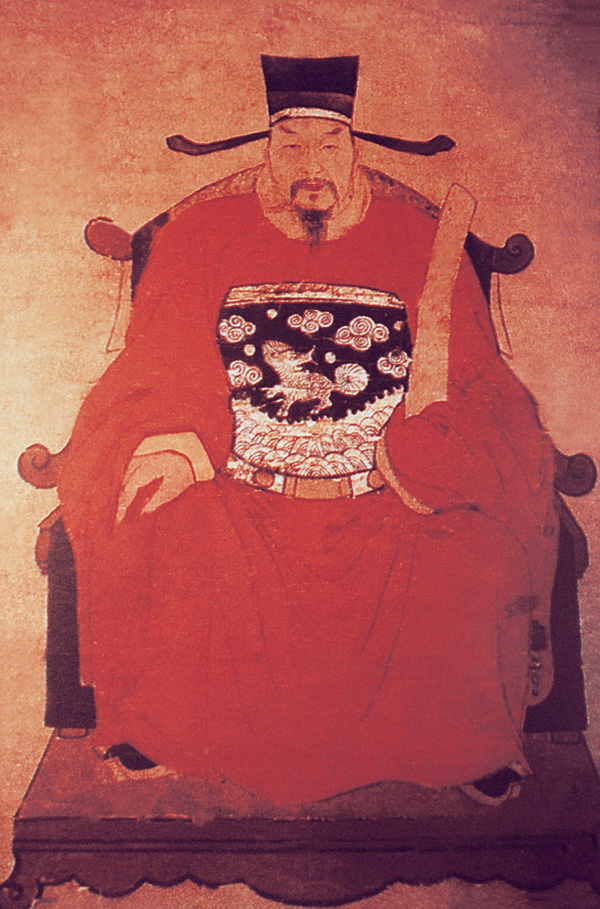
王國光麒麟補子
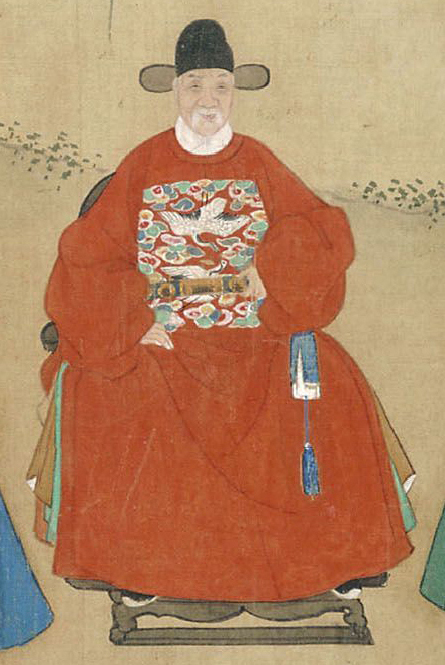
劉大夏一品文官補子
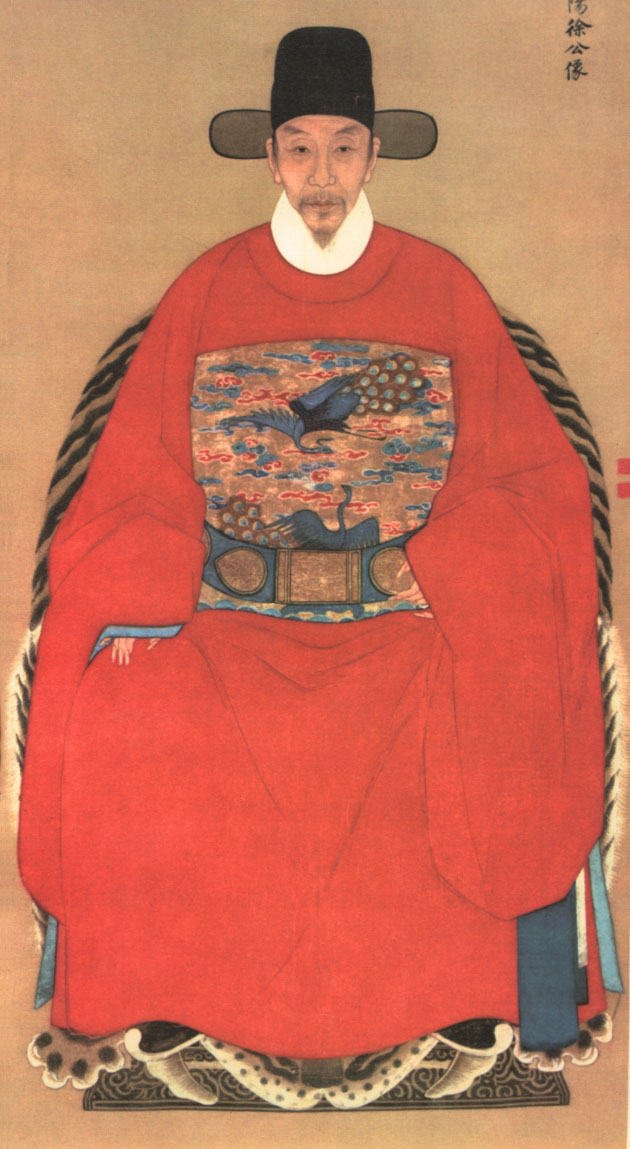
徐如珂三品文官補子
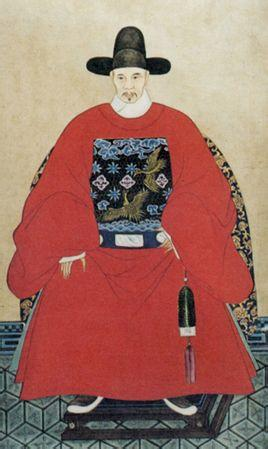
李開先四品文官補子
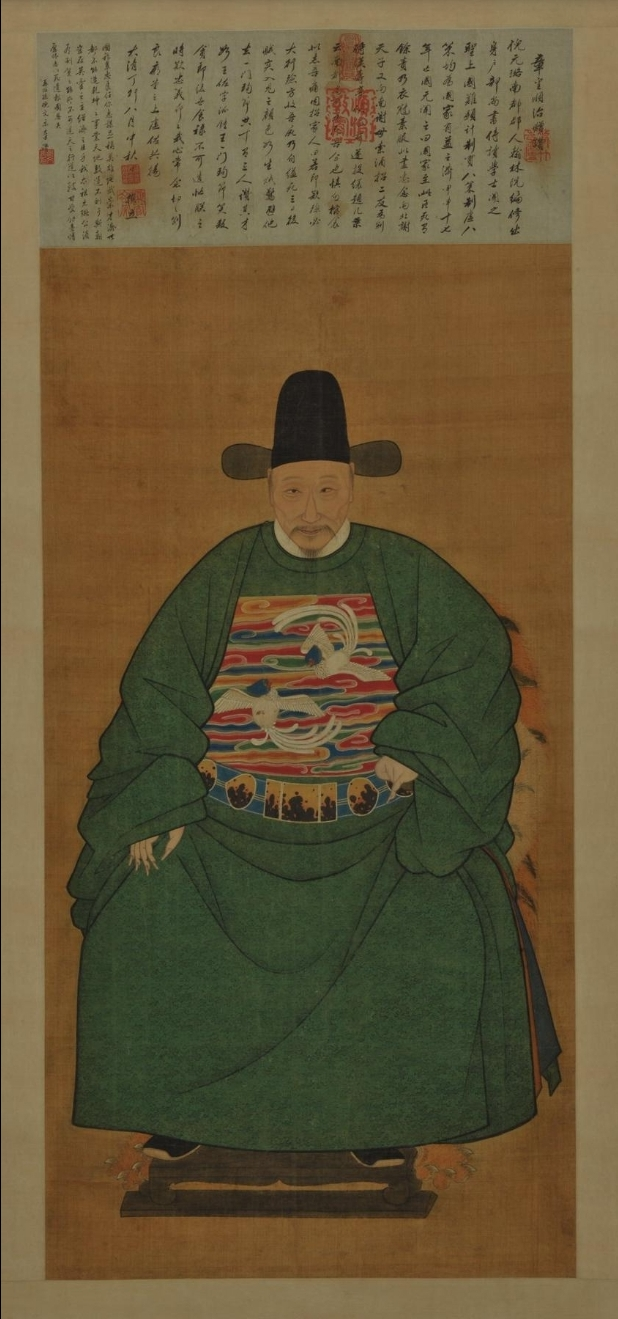
倪元璐五品文官補子
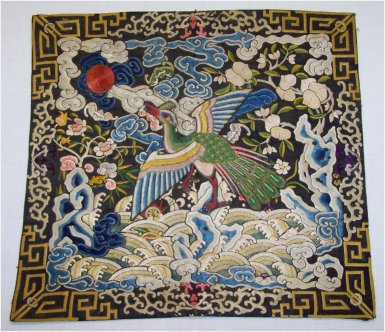
清朝三品文官的补子（19世纪末20世纪初）
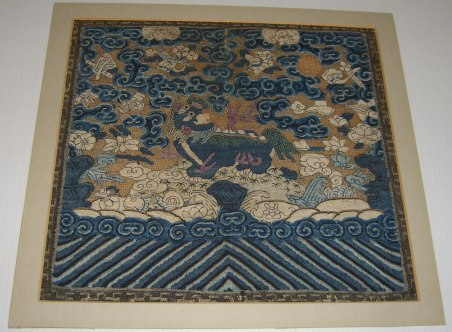
清朝五品武将缂丝补子，约1860年
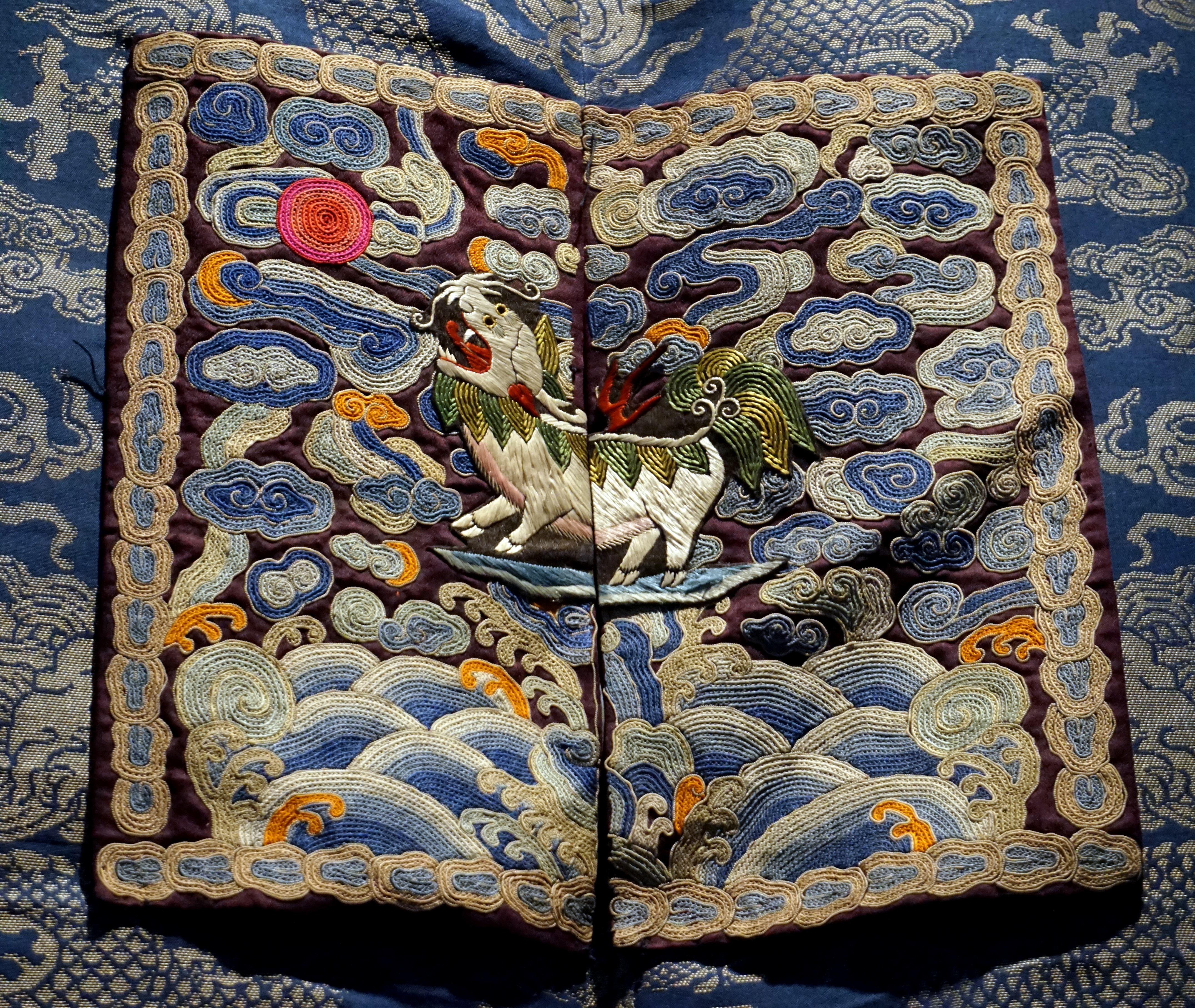
清朝御史补子
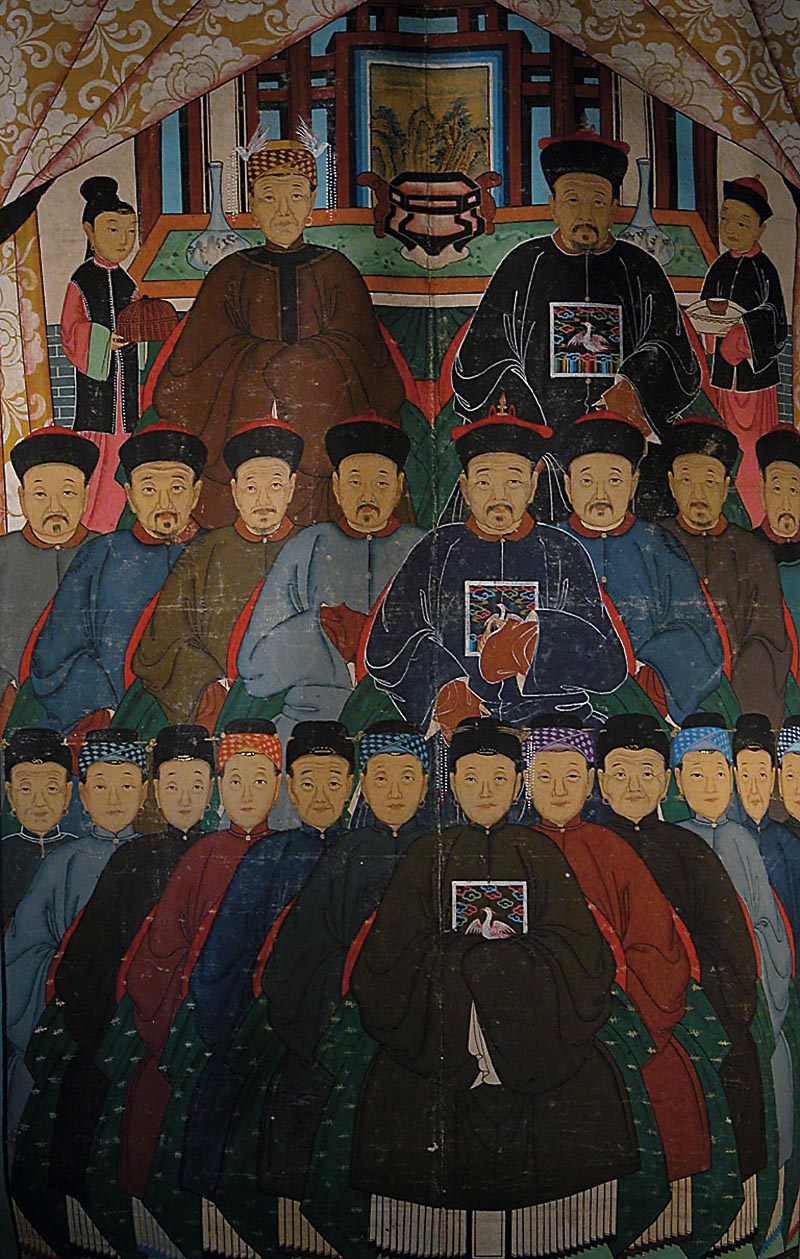
清代服饰
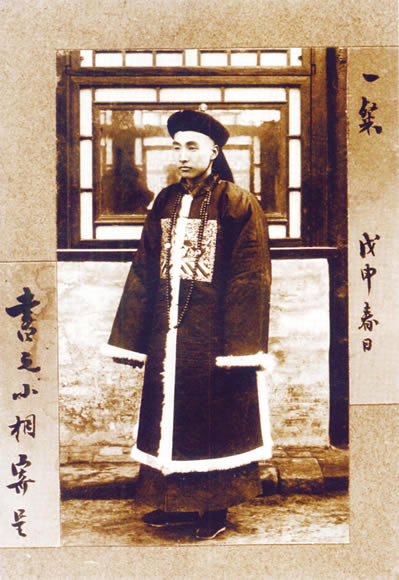
清代官员

## 越南補子

### 後黎朝
洪德二年（1471年），黎聖宗下旨說「朝廷乃禮樂之地、衣服為章彩之文、名分截然...我國家撫安區夏、稽古禮文、上下章服、文禽武獸、古有制矣。貴賤等儀、不可踰僣、舊有禁矣。夫何有僚莫辨、視國家制度為虚文、庶民犯法、以紵絲織金為常服？爾官員百姓等其聽朕言、文武職官章服胷肯一循定制、百日之內、不依制者、降級治罪」。
同年十月，黎聖宗又頒布花樣補子畫圖。當時後黎朝「凡禽獸色物、公侯伯駙馬並畫一、文武正品畫一、從品畫二、風憲堂上官畫一、公司畫二。雲河山水花木等件、繁殺多少、隨意制作、不拘泥青黄亦白金碧緣等彩色、官樣從宜繡造、亦不必一槩、金緣如雲河如山水禽獸、用金線亦許」，自此後黎朝仿效明朝有了補子之制。
| 品级 | 文官         | 武将         |
| ---- | ------------ | ------------ |
| 一   | 仙鹤         | 獅子         |
| 二   | 仙鹤         | 獅子         |
| 三   | 錦鷄         | 白澤         |
| 四   | 孔雀         | 虎           |
| 五   | 雲鴈         | 豹           |
| 六   | 白鷴         | 象           |
| 七   | 白鷴         | 象           |
| 八   | 白鷴         | 象           |
| 九   | 白鷴         | 象           |
| 其他 | 都御史用獬豸 | 都御史用獬豸 |

| || || || || || || 
| 品级 | 文官         | 武将         |
| ---- | ------------ | ------------ |
| 一   | 僊鶴         | 白澤         |
| 二   | 僊鶴         | 白澤         |
| 三   | 錦鷄         | 獅子         |
| 四   | 孔雀         | 虎           |
| 五   | 雲鴈         | 豹           |
| 六   | 白鶴         | 象           |
| 七   | 白鶴         | 象           |
| 八   | 白鶴         | 象           |
| 九   | 白鶴         | 象           |
| 其他 | 都御史用獬豸 | 都御史用獬豸 |
| 其他 | 給事中用雲鴈 | 給事中用雲鴈 |